# Вукчевич, Борис
Бо́рис Ву́кчевич (хорв. Boris Vukčević; род. 16 марта 1990, Осиек, СФРЮ) — немецкий футболист хорватского происхождения, полузащитник.

## Карьера
В 2008 году Борис был куплен у «Штутгарта», с которым клуб Дитмара Хоппа неплохо контактирует. Поначалу, в силу своей неопытности, он стал играть за вторую команду «Хоффенхайма», но при этом его активно подключали к тренировкам первой команды. 23 мая 2009 года дебютировал в Бундеслиге в выездном, уже ничего не решающем матче 34-го тура против «Шальке 04», который завершился победой «Хоффенхайма» со счётом 3:2. Борис вышел на поле с первых минут, и лишь на 86-й минуте был заменён на Кристофа Янкера. Второй сезон вышел для Вукчевича более чем отлично: он смог стать игроком основного состава и провёл в первенстве 2009/10 28 матчей, в которых забил 1 мяч.

## Личная жизнь
28 сентября 2012 года Борис Вукчевич попал в автомобильную аварию, столкнувшись на своём автомобиле с грузовиком. В критическом состоянии игрок был доставлен в больницу Гейдельберского университета, где ему была сделана срочная операция.
В апреле 2014 года впервые после аварии показался на публике. Контракт с «Хоффенхаймом» не был продлён, однако клуб пообещал подписать с ним новое соглашение в случае, если Вукчевич сумеет вернуться в футбол.
По состоянию на 2017 год живёт с родителями в городе Зиндельфинген, продолжает проходить процесс восстановления.